# O Garaxe Hermético
O Garaxe Hermético (Le Garage Hermétique) est la première École professionnelle de bande dessinée et d'illustration de Galice, fondée par Kiko da Silva en 2012 et située dans la ville de Pontevedra  en Espagne. Il s'agit d'une école privée qui propose un diplôme privé. 

## Histoire
L'école est née en 2012 avec l'initiative de former professionnellement de nouveaux auteurs et illustrateurs de bandes dessinées. L'école a été nommée O garaxe hermético en l'honneur des célèbres bandes dessinées Le Garage hermétique du Français Moebius.
Les cours sont donnés par des professionnels du secteur en activité tels que Fernando Iglesias, Fran Bueno Capeáns, Miguel Porto et Kiko da Silva lui-même. La première promotion d'élèves a terminé leurs études en 2015.
En dehors des cours annuels, des cours magistraux d'autres professionnels sont également proposés gratuitement aux étudiants inscrits. Miguelanxo Prado anime également chaque année un séminaire mensuel sur la bande dessinée. 
En 2018, Le Garage Hermétique a été choisi pour participer au European Comic Schools Contest, l'un des concours d'illustration et de bande dessinée les plus importants d'Europe.

## Enseignants célèbres
- Miguelanxo Prado (auteur de bande dessinée et illustrateur)
- Kiko da Silva (auteur de bande dessinée)